# Foolad FC
Foolad Khuzestan Football Club is een Iraanse voetbalclub uit Ahvaz. De club komt uit in de Iran Pro League. De wedstrijden worden gespeeld in het Ghadirstadion, dat plaats biedt aan 51.000 toeschouwers.

## Erelijst
- Iran Pro League

2004/05, 2013/14

## Bekende en prominente (oud-)spelers
- Reza Norouzi
- Bakhtiar Rahmani
- Aloys Nong
- Ayanda Patosi

Esteghlal · Foolad · Gol Gohar · Machine Sazi · Naft Masjed Soleyman · Nassaji Mazandaran · Pars Jam · Paykan · Persepolis · Saipa · Sanat Naft · Sepahan · Shahin Bushehr · Shahr Khodro · Tractor · Zob Ahan